# 海礁列岛
海礁列岛，又称童岛列岛，位于北纬30°43.4'至30°44.4'、东经123°8.1'至123°10.1'之间，是位于舟山群岛最东侧的无人群岛，西距嵊泗县城约68公里，中心点距离大陆最近点122公里，属于中华人民共和国浙江省舟山市嵊泗县嵊山镇管辖，西距嵊泗县城约68公里。海礁由华礁、龙门礁、嵩礁、恒礁、泰礁、秦岭礁、武当礁、洪寿礁、太岳礁、熊耳礁、太白礁、泰薄礁、崂礁、东南礁、吕梁礁共15个岛屿和崤礁1个干出礁和龙渊暗礁、鱼潭暗礁共2个暗礁，其中华礁是主岛，泰薄礁、东南礁是中国领海基点之一。

## 历史
海礁列岛最早在宋朝宝庆年间《四明志》中就有记载，称“海驴礁”；元朝至正《四明续志》称远望群岛形如海螺漂浮于海面，记之为“海螺礁”；明朝嘉靖《定海县志》《筹海图编》称之为“海礁山”；鸦片战争期间英国殖民者因岛上无土、无植被，称海礁列岛为“无产列岛”（Barren Islands）或“童岛”（Tung Tao），清朝光绪《新译海道图说》亦载西名“无产岛”；现名“海礁”，因居于海中，波涛汹涌、惊涛拍岸得名。

## 环境
海礁列岛东西长2.4公里，南北宽2公里，自西向东岛屿面积逐渐减小，海拔逐渐降低，陆地总面积约53000平方米，华礁为主岛，嵩礁为次大岛，恒礁为次高峰；群岛附近海域水深9至30米，有回转流潮流，涨潮最大流速0.55米每秒，落潮最大流速0.5米每秒；群岛上保留了相对完整的岛礁和生物资源。
海礁列岛位于嵊山渔场内，是嵊泗县主要的矶钓点，附近海域盛产带鱼、黄鱼、鳓鱼、石斑鱼、虎头鱼等鱼类和梭子蟹等虾蟹。20世纪70年代后期舟山渔场捕捞大、小黄鱼较为困难，便转捕捞带鱼；带鱼群每年4月上旬从中国北部海域向西洄游，12月在海礁一带结成密集鱼群，后向东北越冬，海礁因此逐渐成为嵊山渔场的重要组成部分，20世纪80年代中期地方性的渔情广播节目一度都会提到海礁。现时在《嵊泗县海钓产业发展规划（2021-2035年）》中海礁列岛亦被列作海钓赛事场地之一，日容量40艘船、400人次。
海礁列岛西北偏西方向附近有一爆炸物倾倒区。

## 岛礁

### 华礁
海礁列岛的主岛，因面积最大俗称“大块”，于1987年由中国国务院批准命名，因位于群岛西部，借用五岳之西岳华山命名为“华礁”，最高点坐标北纬30°44.1'、东经123°8.6'，岛屿距嵊山岛岸31.2公里，距大陆最近点118.8千米，呈三角形，长350米，宽90米，海岸线长820米，岛屿面积0.025平方千米，滩地面积444平方米，海拔46.7米，大部分区域岩石裸露，灰色、褐色相间，系侏罗系上统茶湾组熔结凝灰岩和凝灰岩，夹带凝灰质砂岩。岛上无土壤和高等植物，东部山顶盐岩缝隙中有少量芙蓉菊和灌木，有海鸥、海燕栖息；岛周围水深22至33米，潮间带以下有贻贝、海螺、紫菜等生物栖息。
华礁上有灯塔，名“海礁灯塔”，又名“童岛灯桩”，白色圆锥形钢筋混凝土结构，桩高12.5米，灯高57.8米，每6秒闪一次白光，旁边有海礁地名标志碑和移动通信基站。灯塔始建于1977年1月，灯光射程仅4海里；于1991年改建，灯光射程延伸至10海里并安装雷达应答器；又于2007年应中国交通部海事部门主要领海基点的航标改造项目，当年7月改造，灯光射程16海里。

### 泰薄礁
原无名，于1987年由中国国务院批准命名，因位于群岛以泰山命名的泰礁以东，借用泰山东部泰薄岭命名为“泰薄礁”，最高点坐标北纬30°44'、东经123°9.5'，岛屿距大陆最近点120.8千米，呈圆锥形，海岸线长10米，岛屿面积10平方米，出露岩石为侏罗系上统茶湾组熔结凝灰岩和凝灰岩，海拔4.7米，周围水深34米。
泰薄礁为中国领海基点之一，现时为中国已公布的最东端基点，2007年岛上设置花岗石领海基点石碑，总重约1.5吨，正面从上至下以此刻有中华人民共和国国徽、“中国领海基点”“泰薄礁”字样，基座上刻“中华人民共和国政府立”“二〇〇七年”字样，均使用红漆描绘。

### 东南礁
干出礁，因形状似船原名“船礁”，于1987年由中国国务院批准命名，因位于群岛东南端，借用南岳命名为“南岳礁”，又于1996年公布为中国领海基点时名“东南礁”，最高点坐标北纬30°43.5'、东经123°9.7'，岛屿距大陆最近点121.2千米，海岸线长50米，岛屿面积120平方米，出露岩石为侏罗系上统茶湾组熔结凝灰岩和凝灰岩等，海拔3.6米，东南侧水深17至20米，其余外侧水深23至60米。因东南礁地处航道，曾有新加坡轮船和中国渔船触礁沉没，岛上有与泰薄礁除名称不同以外的相同的领海基点石碑。

### 其余岛礁
海礁列岛其余岛礁均于1987年由中国国务院批准命名，名称借用中国境内的多座名山，岛上基岩裸露，无高等植物，出露岩石为侏罗系上统茶湾组熔结凝灰岩和凝灰岩等，周边有贻贝、海螺、紫菜等生物栖息。
|                                                                                                   |        |              |                                                   |                 |                     | |
| 名称                                                                                              | 类型   | 别称         | 方位                                              | 海岸线长 （米） | 岛礁面积 （平方米） | 概况 |
| 华礁                                                                                              | 主岛   | 大块         | 见上文                                            | 见上文          | 见上文              | 见上文 |
| 泰薄礁*                                                                                           | 岛屿   |              | 见上文                                            | 见上文          | 见上文              | 见上文 |
| 龙门礁                                                                                            | 岛屿   |              | 北纬30°44.1'、东经123°8.6'，距大陆最近点119千米   | 170             | 1650                | 呈椭圆形，长60米，宽25米，海拔36.5米，因位于华礁东北侧借用华山东北方向龙门山命名。                                                 |
| 嵩礁                                                                                              | 岛屿   | 中块         | 北纬30°44'、东经123°8.8'，距大陆最近点119.6千米   | 490             | 13000               | 呈椭圆形，长170米，宽60米，海拔19米，岛顶有一水潭，因位于群岛中部借用五岳之中岳嵩山命名，因面积次于华礁俗称“中块”。                |
| 恒礁                                                                                              | 岛屿   | 小块         | 北纬30°44.1'、东经123°9.4'，距大陆最近点120.4千米 | 330             | 8210                | 呈椭圆形，长120米，宽90米，海拔36米，因位于群岛北部借用五岳之北岳恒山命名，因面积次于嵩礁俗称“小块”。                              |
| 泰礁                                                                                              | 岛屿   |              | 北纬30°44'、东经123°9.4'，距大陆最近点120.6千米   | 250             | 4600                | 呈圆锥形，长90米，宽60米，海拔32.2米，因位于群岛东部借用五岳之东岳泰山命名，有海鸥、海燕筑巢栖息，岛南部为海鸟繁育地，有大量鸟粪。 |
| 秦岭礁                                                                                            | 岛屿   |              | 北纬30°44.2'、东经123°8.4'，距大陆最近点118.6千米 | 70              | 240                 | 海拔10.5米，因位于华礁西侧借用华山西侧秦岭命名。                                                                                   |
| 武当礁                                                                                            | 岛屿   |              | 北纬30°44.1'、东经123°8.7'，距大陆最近点119.4千米 | 40              | 90                  | 因位于华礁东南侧借用华山东南侧武当山命名。                                                                                         |
| 洪寿礁                                                                                            | 岛屿   |              | 北纬30°44.1'、东经123°9.3'，距大陆最近点120.2千米 | 10              | 10                  | 海拔5.2米，因位于恒礁西北侧借用恒山西侧洪寿山命名。                                                                                |
| 太岳礁                                                                                            | 岛屿   |              | 北纬30°44.1'、东经123°9.3'，距大陆最近点120.2千米 | 40              | 110                 | 海拔9.1米，因位于恒礁西侧借用恒山西南方向太岳山命名。                                                                              |
| 熊耳礁                                                                                            | 岛屿   |              | 北纬30°44.1'、东经123°9.3'，距大陆最近点120.4千米 | 70              | 270                 | 海拔13.3米，因位于恒礁北侧借用恒山北侧熊耳山命名。                                                                                 |
| 太白礁                                                                                            | 岛屿   |              | 北纬30°44.1'、东经123°9.4'，距大陆最近点120.6千米 | 100             | 490                 | 海拔10.2米，因位于恒礁东南侧借用恒山东南方向太白山命名。                                                                           |
| 崂礁                                                                                              | 岛屿   |              | 北纬30°44'、东经123°9.4'，距大陆最近点120.8千米   | 50              | 170                 | 海拔7.9米，因位于泰礁东南侧借用泰山东侧崂山命名。                                                                                  |
| 吕梁礁                                                                                            | 岛屿   |              | 北纬30°44.1'、东经123°9.3'，距大陆最近点120.2千米 | 30              | 40                  | 因位于恒礁西北侧借用恒山西侧吕梁山命名。                                                                                           |
| 东南礁*                                                                                           | 岛屿   | 船礁、南岳礁 | 见上文                                            | 见上文          | 见上文              | 见上文 |
| 崤礁                                                                                              | 干出礁 |              | 华礁东侧                                          | 不适用          | 不适用              | 干出高度4.5米，因位于华礁东侧借用华山东南方向崤山命名。                                                                            |
| 龙渊暗礁                                                                                          | 暗礁   |              | 群岛北部，华礁以北3.3公里                         | 不适用          | 不适用              | 处水面以下8.6米，风浪较大，因如在龙潭深渊之中而名。                                                                                |
| 鱼潭暗礁                                                                                          | 暗礁   |              | 华礁与恒礁之间偏北处，海礁的正中心点              | 不适用          | 不适用              | 处水面以下19.4米，因周围水产丰富，如鱼潭深处而名。                                                                                 |
| - “*”表示此岛礁为中国领海基点所在岛礁。 - 泰礁、东南礁之间亦有2处无名暗礁，如上图所示，深度不详。 |        |              |                                                   |                 |                     | |